# Зеккау
Зеккау (нем. Seckau) — ярмарочная коммуна (нем. Marktgemeinde) в Австрии, в федеральной земле Штирия. 
Входит в состав округа Книттельфельд.  Население составляет 1275 человек (на 31 декабря 2005 года). Занимает площадь 54,26 км². Официальный код  —  6 09 13. В Зеккау находится бенедиктинский монастырь.

## Политическая ситуация
Бургомистр коммуны — Зимон Плец (АНП) по результатам выборов 2005 года.
Совет представителей коммуны (нем. Gemeinderat) состоит из 15 мест.
- АНП занимает 11 мест.
- СДПА занимает 3 места.
- АПС занимает 1 место.